# Canton de Golo-Morosaglia
Le canton de Golo-Morosaglia est une division administrative française du département de la Haute-Corse créée par le décret du 26 février 2014 et entrant en vigueur lors des élections départementales de 2015.

## Histoire
Un nouveau découpage territorial de la Haute-Corse entre en vigueur à l'occasion des premières élections départementales suivant le décret du 17 février 2014. Les conseillers départementaux sont, à compter de ces élections, élus au scrutin majoritaire binominal mixte. Les électeurs de chaque canton élisent au Conseil départemental, nouvelle appellation du Conseil général, deux membres de sexe différent, qui se présentent en binôme de candidats. Les conseillers départementaux sont élus pour 6 ans au scrutin binominal majoritaire à deux tours, l'accès au second tour nécessitant 12,5 % des inscrits au 1er tour. En outre la totalité des conseillers départementaux est renouvelée. Ce nouveau mode de scrutin nécessite un redécoupage des cantons dont le nombre est divisé par deux avec arrondi à l'unité impaire supérieure si ce nombre n'est pas entier impair, assorti de conditions de seuils minimaux. Dans la Haute-Corse, le nombre de cantons passe ainsi de 30 à 15.
Le canton de Golo-Morosaglia est partagé entre l'arrondissement de Corte (54 communes) et celui de Calvi (1 commune). Le bureau centralisateur est situé à Morosaglia.

## Représentation
| Période élective | Période élective | Mandat | Mandat | Identité                    | Nuance | Nuance | Qualité                              |
| ---------------- | ---------------- | ------ | ------ | --------------------------- | ------ | ------ | ------------------------------------ |
| 2015             | 2021             | 2015   | 2017   | Catherine Cognetti Turchini |        | DVG    | Conseillère municipale de Morosaglia |
| 2015             | 2021             | 2015   | 2017   | Jean-Marie Vecchioni        |        | DVG    | Maire de Campile                     |

À l'issue du 1er tour des élections départementales de 2015, trois binômes sont en ballotage : Catherine Cognetti Turchini et Jean-Marie Vecchioni (DVG, avec 37,15 %, Jacques Costa et Suzanne Giustiniani (PRG, avec 31,78 % et Vanessa Buttafoco-Martelli et Jean-Baptiste Castellani UMP, qui obtient 22,81 %. Le taux de participation est de 68,06 % (7 270 votants sur 10 682 inscrits) contre 56,69 % au niveau départementalet 50,17 % au niveau national.
Au second tour, Catherine Cognetti Turchini et Jean-Marie Vecchioni sont élus avec 45,19 % des suffrages exprimés et un taux de participation de 72,31 % (3 423 voix pour 7 724 votants et 10 682 inscrits).

## Composition
Le canton de Golo-Morosaglia comprend cinquante-cinq communes.
| Nom                                | Code Insee | Intercommunalité              | Superficie (km2) | Population (dernière pop. légale) | Densité (hab./km2) | Modifier                                    |
| ---------------------------------- | ---------- | ----------------------------- | ---------------- | --------------------------------- | ------------------ | ------------------------------------------- |
| Morosaglia (bureau centralisateur) | 2B169      | CC Pasquale Paoli             | 24,45            | 961 (2022)                        | 39                 | modifier les données · modifier les données |
| Aiti                               | 2B003      | CC Pasquale Paoli             | 12,17            | 29 (2022)                         | 2,4                | modifier les données · modifier les données |
| Alando                             | 2B005      | CC Pasquale Paoli             | 3,05             | 25 (2022)                         | 8,2                | modifier les données · modifier les données |
| Albertacce                         | 2B007      | CC Pasquale Paoli             | 97,12            | 199 (2022)                        | 2,0                | modifier les données · modifier les données |
| Alzi                               | 2B013      | CC Pasquale Paoli             | 2,74             | 27 (2022)                         | 9,9                | modifier les données · modifier les données |
| Asco                               | 2B023      | CC Pasquale Paoli             | 122,81           | 116 (2022)                        | 0,94               | modifier les données · modifier les données |
| Bigorno                            | 2B036      | CC de Marana-Golo             | 8,94             | 94 (2022)                         | 11                 | modifier les données · modifier les données |
| Bisinchi                           | 2B039      | CC Pasquale Paoli             | 12,66            | 198 (2022)                        | 16                 | modifier les données · modifier les données |
| Bustanico                          | 2B045      | CC Pasquale Paoli             | 11,52            | 65 (2022)                         | 5,6                | modifier les données · modifier les données |
| Calacuccia                         | 2B047      | CC Pasquale Paoli             | 18,77            | 270 (2022)                        | 14                 | modifier les données · modifier les données |
| Cambia                             | 2B051      | CC Pasquale Paoli             | 8,28             | 64 (2022)                         | 7,7                | modifier les données · modifier les données |
| Campile                            | 2B054      | CC de la Castagniccia-Casinca | 9,79             | 181 (2022)                        | 18                 | modifier les données · modifier les données |
| Campitello                         | 2B055      | CC de Marana-Golo             | 8,22             | 108 (2022)                        | 13                 | modifier les données · modifier les données |
| Canavaggia                         | 2B059      | CC Pasquale Paoli             | 34,93            | 119 (2022)                        | 3,4                | modifier les données · modifier les données |
| Carticasi                          | 2B068      | CC Pasquale Paoli             | 12,80            | 25 (2022)                         | 2,0                | modifier les données · modifier les données |
| Casamaccioli                       | 2B073      | CC Pasquale Paoli             | 36,17            | 114 (2022)                        | 3,2                | modifier les données · modifier les données |
| Castellare-di-Mercurio             | 2B078      | CC Pasquale Paoli             | 6,12             | 28 (2022)                         | 4,6                | modifier les données · modifier les données |
| Castello-di-Rostino                | 2B079      | CC Pasquale Paoli             | 12,40            | 508 (2022)                        | 41                 | modifier les données · modifier les données |
| Castifao                           | 2B080      | CC Pasquale Paoli             | 42,15            | 152 (2022)                        | 3,6                | modifier les données · modifier les données |
| Castiglione                        | 2B081      | CC Pasquale Paoli             | 23,17            | 41 (2022)                         | 1,8                | modifier les données · modifier les données |
| Castineta                          | 2B082      | CC Pasquale Paoli             | 9,15             | 35 (2022)                         | 3,8                | modifier les données · modifier les données |
| Castirla                           | 2B083      | CC Pasquale Paoli             | 24,32            | 144 (2022)                        | 5,9                | modifier les données · modifier les données |
| Corscia                            | 2B095      | CC Pasquale Paoli             | 58,99            | 124 (2022)                        | 2,1                | modifier les données · modifier les données |
| Crocicchia                         | 2B102      | CC de la Castagniccia-Casinca | 4,32             | 81 (2022)                         | 19                 | modifier les données · modifier les données |
| Erbajolo                           | 2B105      | CC Pasquale Paoli             | 15,45            | 92 (2022)                         | 6,0                | modifier les données · modifier les données |
| Érone                              | 2B106      | CC Pasquale Paoli             | 3,89             | 10 (2022)                         | 2,6                | modifier les données · modifier les données |
| Favalello                          | 2B110      | CC Pasquale Paoli             | 5,56             | 68 (2022)                         | 12                 | modifier les données · modifier les données |
| Focicchia                          | 2B116      | CC Pasquale Paoli             | 7,11             | 32 (2022)                         | 4,5                | modifier les données · modifier les données |
| Gavignano                          | 2B122      | CC Pasquale Paoli             | 10,94            | 60 (2022)                         | 5,5                | modifier les données · modifier les données |
| Lano                               | 2B137      | CC Pasquale Paoli             | 8,15             | 21 (2022)                         | 2,6                | modifier les données · modifier les données |
| Lento                              | 2B140      | CC de Marana-Golo             | 23,72            | 115 (2022)                        | 4,8                | modifier les données · modifier les données |
| Lozzi                              | 2B147      | CC Pasquale Paoli             | 30,79            | 110 (2022)                        | 3,6                | modifier les données · modifier les données |
| Mazzola                            | 2B157      | CC Pasquale Paoli             | 6,59             | 25 (2022)                         | 3,8                | modifier les données · modifier les données |
| Moltifao                           | 2B162      | CC Pasquale Paoli             | 55,19            | 719 (2022)                        | 13                 | modifier les données · modifier les données |
| Monte                              | 2B166      | CC de Marana-Golo             | 14,91            | 619 (2022)                        | 42                 | modifier les données · modifier les données |
| Olmo                               | 2B192      | CC de Marana-Golo             | 4,47             | 139 (2022)                        | 31                 | modifier les données · modifier les données |
| Omessa                             | 2B193      | CC Pasquale Paoli             | 24,40            | 599 (2022)                        | 25                 | modifier les données · modifier les données |
| Ortiporio                          | 2B195      | CC de la Castagniccia-Casinca | 5,06             | 130 (2022)                        | 26                 | modifier les données · modifier les données |
| Penta-Acquatella                   | 2B206      | CC de la Castagniccia-Casinca | 3,10             | 40 (2022)                         | 13                 | modifier les données · modifier les données |
| Piedigriggio                       | 2B220      | CC Pasquale Paoli             | 10,43            | 153 (2022)                        | 15                 | modifier les données · modifier les données |
| Pietralba                          | 2B223      | CC de l'Île-Rousse - Balagne  | 38,98            | 503 (2022)                        | 13                 | modifier les données · modifier les données |
| Popolasca                          | 2B244      | CC Pasquale Paoli             | 10,24            | 42 (2022)                         | 4,1                | modifier les données · modifier les données |
| Prato-di-Giovellina                | 2B248      | CC Pasquale Paoli             | 12,21            | 51 (2022)                         | 4,2                | modifier les données · modifier les données |
| Prunelli-di-Casacconi              | 2B250      | CC de la Castagniccia-Casinca | 6,02             | 149 (2022)                        | 25                 | modifier les données · modifier les données |
| Rusio                              | 2B264      | CC Pasquale Paoli             | 8,58             | 63 (2022)                         | 7,3                | modifier les données · modifier les données |
| Saliceto                           | 2B267      | CC Pasquale Paoli             | 12,54            | 46 (2022)                         | 3,7                | modifier les données · modifier les données |
| San-Lorenzo                        | 2B304      | CC Pasquale Paoli             | 10,15            | 139 (2022)                        | 14                 | modifier les données · modifier les données |
| Sant'Andréa-di-Bozio               | 2B292      | CC Pasquale Paoli             | 24,03            | 56 (2022)                         | 2,3                | modifier les données · modifier les données |
| Santa-Lucia-di-Mercurio            | 2B306      | CC Pasquale Paoli             | 23,79            | 116 (2022)                        | 4,9                | modifier les données · modifier les données |
| Scolca                             | 2B274      | CC de Marana-Golo             | 6,82             | 84 (2022)                         | 12                 | modifier les données · modifier les données |
| Sermano                            | 2B275      | CC Pasquale Paoli             | 7,62             | 76 (2022)                         | 10,0               | modifier les données · modifier les données |
| Soveria                            | 2B289      | CC Pasquale Paoli             | 11,73            | 112 (2022)                        | 9,5                | modifier les données · modifier les données |
| Tralonca                           | 2B329      | CC Pasquale Paoli             | 15,70            | 115 (2022)                        | 7,3                | modifier les données · modifier les données |
| Valle-di-Rostino                   | 2B337      | CC Pasquale Paoli             | 15,60            | 168 (2022)                        | 11                 | modifier les données · modifier les données |
| Volpajola                          | 2B355      | CC de la Castagniccia-Casinca | 13,03            | 382 (2022)                        | 29                 | modifier les données · modifier les données |
| Canton de Golo-Morosaglia          | 2B14       |                               | 1 051,84         | 8 742 (2022)                      | 8,3                | modifier les données                        |

## Démographie
En 2022, le canton comptait 8 742 habitants, en évolution de −1,64 % par rapport à 2016 (Haute-Corse : +5,15 %, France hors Mayotte : +2,11 %).
| 2013  | 2018  | 2022  |
| ----- | ----- | ----- |
| 8 907 | 8 742 | 8 742 |